# Mujeres en el Imperio otomano

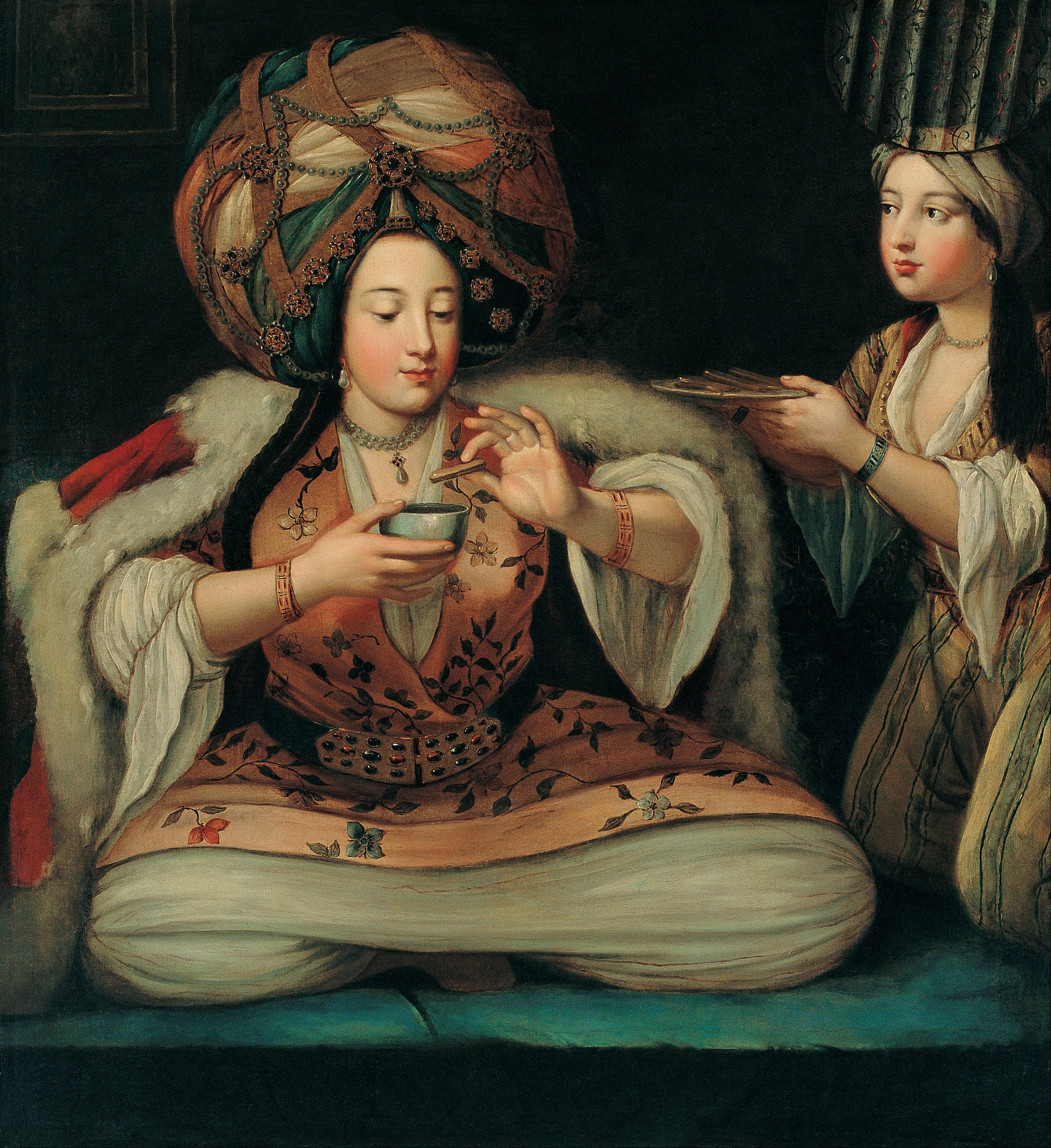
Mujeres otomanas disfrutando de un café en un harén.

Las mujeres en el Imperio otomano gozaban de diversos derechos según la época, así como de su religión y clase social. El Imperio otomano, primero como beylicatos de Anatolia turcomanos, y luego un imperio multiétnico y multirreligioso, se regía de acuerdo con el kanun, el cuerpo de leyes semi-secular promulgado por los sultanes otomanos. Además, las escrituras religiosas relevantes de sus muchas comunidades confesionales desempeñaban un papel importante en el sistema legal; para la mayoría de las mujeres otomanas, estas eran el Corán y el Hadiz según la interpretación de los juristas islámicos, a menudo denominada sharia. A la mayoría de las mujeres otomanas se les permitía participar en el sistema legal, comprar y vender propiedades, heredar y legar riquezas, y participar en otras actividades financieras, derechos que eran inusuales en el resto de Europa hasta el siglo XIX.
La vida social de las mujeres solía ser de relativa reclusión, como era habitual en muchas culturas de la época. Sin embargo, el tipo de reclusión cambiaba, a veces drásticamente, dependiendo de la clase social. Las mujeres urbanas vivieron con cierta segregación sexual durante la mayor parte de la historia del imperio, ya que muchas reuniones sociales estaban segregadas, y muchas mujeres urbanas de clase alta se cubrían con un velo en los espacios públicos. Esta costumbre se consideraba un signo de estatus, privilegio y clase hasta la occidentalización; después, se consideró un signo de los valores otomanos e islámicos.
El Sultanato de las mujeres, una época que se remonta a la década de 1520, fue un periodo durante el cual las mujeres de alto rango ejercieron un considerable poder político y una gran importancia pública a través de su participación en la política interior, las negociaciones con el extranjero y la regencia. Las sultanas, madres del sultán, adquirían una considerable influencia a través de la política del harén. Algunas de las Valide sultan y consortes y sultanas de sangre más influyentes fueron: Hürrem Sultan, Mihrimah Sultan, Nurbanu Sultan, Safiye Sultan, Handan Sultan, Halime Sultan, Kösem Sultan y Turhan Hatice Sultan.
En periodos posteriores hubo una seria oposición política y religiosa a una mayor expansión de los derechos de la mujer, hasta que los claros avances en los derechos de la mujer en Europa y Norteamérica empezaron a influir en los otomanos. Las reformas de la Tanzimat del siglo XIX crearon derechos adicionales para las mujeres, en línea con estos desarrollos. Estas reformas tuvieron un gran alcance, sobre todo en el campo de la educación, y las primeras escuelas para niñas comenzaron en 1858. Sin embargo, el plan de estudios de estas escuelas se centraba en gran medida en enseñar a las mujeres a ser esposas y madres, y la reforma estructural, como el sufragio universal, no se produciría hasta los primeros años de la República Turca, el estado sucesor del imperio.

## Historia

### SiglosXIVyXV
Las mujeres de los primeros tiempos del Imperio otomano ejercían considerables derechos personales y económicos según la interpretación hanafí de la sharia, el kanun, así como otros documentos en determinados contextos religiosos. Sin embargo, las mujeres estaban en gran parte ausentes de la esfera política, ya que el carácter expansionista del Estado daba prioridad al poderío militar, y se consideraba que los hombres eran más competentes en las esferas, en gran medida coincidentes, del ejército y la política. La segregación por sexos en determinados contextos era habitual en los primeros tiempos del imperio; las mujeres estaban en muchos casos segregadas de los hombres en entornos íntimos pero no sexuales.

### SigloXVI

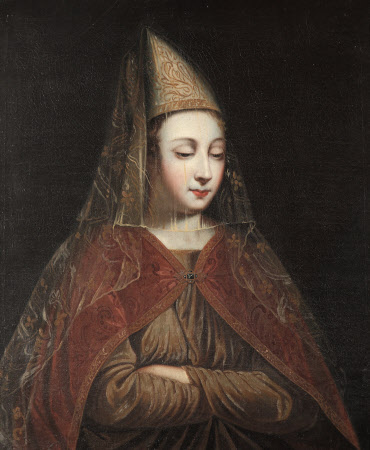
Roxelana, la haseki sultan durante el reinado de Solimán el Magnífico.

El siglo XVI estuvo marcado por el gobierno de Solimán el Magnífico, en el que creó el título de haseki sultan, la consorte principal o esposa del sultán, y amplió aún más el papel de las mujeres de la realeza en la política al contribuir a la creación del segundo cargo más poderoso del Imperio Otomano, la valide sultan, la madre del sultán junto el de Haseki sultan solo en el caso de Hürrem Sultan como Reina Emperatriz Consorte. Este fue el comienzo del Sultanato de las mujeres, donde las mujeres eran, por primera vez en la historia del imperio, activas en la esfera política, y el harén imperial ejercía un inmenso poder político. Sin embargo, continuaron los enfrentamientos entre el público relativamente igualitario, las órdenes sufíes que seguían (muchas de las cuales incluían mujeres jeques), y los más conservadores ulemas. Una manifestación de ello fue el caso de las tiendas kaymak, en las que se reunían regularmente mujeres y hombres, independientemente de su estado civil. Muchos eruditos de los ulemas vieron en ello un signo de vacilación de la devoción religiosa y pidieron que se prohibiera la entrada de las mujeres en las tiendas kaymak, lo que, aunque se derogó posteriormente, se aplicó en 1573.

### SiglosXVIIyXVIII
Los siglos XVII y XVIII se consideran a menudo como los dos últimos siglos de preoccidentalización de la cultura otomana. Estos periodos estuvieron marcados por un cierto vaivén cultural, con saltos hacia la permisividad y el igualitarismo, seguidos de una reacción conservadora. A pesar de ello, los derechos de la mujer seguían siendo vistos, tanto por los propios otomanos como por visitantes europeos como Lady Mary Wortley Montagu, como relativamente robustos en aquella época, ya que el derecho de la mujer a divorciarse, a tener propiedades y a negarse a mantener relaciones sexuales conyugales no fueron habituales en el resto de Europa hasta finales del siglo XIX. Fue también durante este periodo cuando la sociedad otomana albergó una visión relativamente abierta de la mayoría de las formas de sexualidad, y muchos autores, como Enderûnlu Fâzıl, que publicaron libros sobre la sexualidad tanto de hombres como de mujeres, marcaron un punto de inflexión con respecto a la visión mayoritariamente masculina de la sexualidad en los primeros tiempos del imperio. Sin embargo, este nuevo género de obras eróticas relativas a la mujer solía recibir importantes reacciones negativas, ya que, a diferencia de los debates sobre la sexualidad de los hombres y entre ellos, que solían ser aceptados e incluso celebrados, la sexualidad de las mujeres solía considerarse un asunto privado. Esto dio lugar a la regulación y censura de ciertos libros, el más famoso de los cuales fue Zenanname (lit. El libro de las mujeres) de Enderûnlu Fâzıl. Además, los sultanes conservadores, como Osman III, eran conocidos por su actitud negativa hacia las mujeres. Osman III, aunque es el único entre los sultanes que tomó medidas en este sentido, prohibió a las mujeres de Constantinopla salir a la calle con ropa elegante, y les ordenó que se vistieran con sencillez y con velo, mientras se castigaba a los que no respetaban estas leyes, a veces con la muerte.

### SiglosXIXyXX

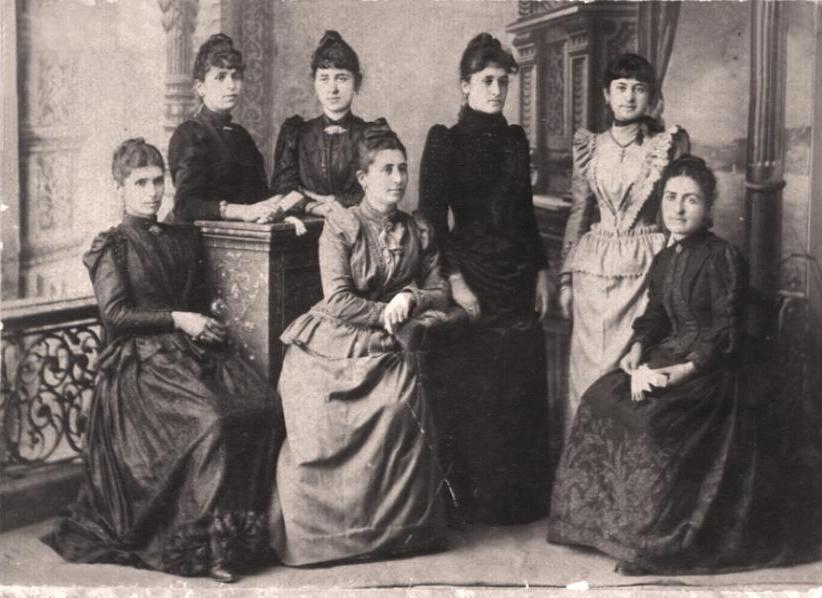
Mujeres de los griegos pónticos con ropa occidental.

El siglo XIX fue, en gran parte, un siglo de occidentalización para el imperio. Debido al relativo estancamiento de los derechos de la mujer en el Imperio otomano, los observadores europeos, así como las sociedades secretas como los Jóvenes Otomanos, reconocieron la necesidad de una gran reforma. Los Jóvenes Otomanos criticaron las costumbres otomanas que impedían el desarrollo de los derechos de la mujer y hablaron de la importancia de la mujer en la sociedad, todo ello sintetizando dichos cambios con los valores islámicos. Como resultado de todos estos esfuerzos, en la segunda mitad del siglo XIX se abrieron escuelas de matronas y colegios secundarios. Estos cambios tuvieron muchos opositores, en particular los conservadores como Abdul Hamid II y muchos miembros de los Ulama, pero también otros; muchos eruditos y autores, como Ahmet Mithat, estaban de acuerdo con la mayoría de estos cambios, pero se resistieron al sentimiento de que los otomanos debían «aceptar implícitamente la superioridad occidental», mientras la «rechazaban explícitamente», según Ussama Makdisi. A día de hoy, el efecto de la occidentalización sobre los derechos de las mujeres en el Imperio otomano sigue siendo controvertido entre los estudiosos.
La Primera Guerra Mundial también provocó varios avances en cuanto a los derechos de la mujer. En este periodo, se reglamentaron las leyes basadas en la sharia; la poligamia se dejó al consentimiento de la mujer y el matrimonio se sometió al control del Estado. Esta regulación sólo pudo sobrevivir un año, ya que posteriormente fue abolida por el Partido de la Libertad y el Acuerdo tras la Partición aliada del Imperio otomano.

## Vida social

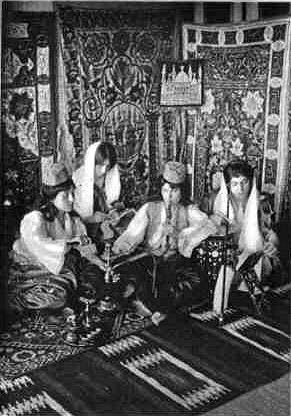
Mujeres turcas fumando narguile alrededor de 1910.

Durante la mayor parte del Imperio otomano, las interacciones de muchas mujeres se limitaban a la socialización entre compañeras y miembros de su familia. Las mujeres se relacionaban entre sí en sus casas y también en las casas de baños. Las mujeres de la alta sociedad, en particular las que no vivían en el palacio, se visitaban en las casas de las demás, sin embargo, las que vivían en el palacio estaban sujetas a una estricta etiqueta que impedía la facilidad para socializar. Las mujeres solían llevar a los actos sociales sus mejores accesorios de baño, como toallas bordadas y sandalias altas de madera. Como en cualquier sociedad, el estilo de vestir desempeñaba un papel importante en la vida social de las mujeres otomanas. Según la esposa del embajador británico en Estambul durante el siglo XVIII, Lady Mary Wortley Montagu, el atuendo de las mujeres otomanas «reflejaba su dignidad y sus derechos». La forma de vestir de una mujer otomana indicaba no sólo su estatus en la sociedad sino también la ocasión. Existían dos categorías de vestimenta: la ropa para el día a día y el atuendo para las ocasiones especiales. En estas ocasiones especiales, como bodas y compromisos, las mujeres se relacionaban fuera de su familia y entorno.
Con la difusión de la influencia occidental durante el siglo XIX, las mujeres otomanas tuvieron una mayor interacción con las europeas. Las interacciones con occidentales durante este periodo cambiaron la vida social de muchas mujeres otomanas y occidentales, y se convirtió en algo normal que las mujeres otomanas invitaran y aceptaran a conocidas europeas en sus hogares y en sus vidas.

## Harén

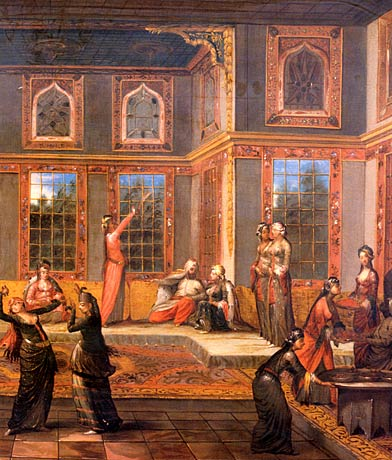
Un cuadro del sobre el harén del sultán Ahmed III, obra de Jean Baptiste Vanmour.

Aunque harén tiene muchas descripciones diferentes, y podría describir cualquier espacio segregado por sexo reservado para las mujeres, su uso más literal es para describir la parte de una casa reservada para las mujeres en muchas culturas islámicas, una costumbre comparable a (y posiblemente tomada de) el gineceo greco-bizantino. En el contexto del Imperio Otomano, sin embargo, la palabra 'harén' está inextricablemente ligada al harén imperial, donde los miembros femeninos de la corte otomana pasaban una parte considerable de su tiempo. La historia popular turca del harén imperial se basa en las memorias, cartas personales y relatos de viajes de mujeres extranjeras, y una de las mejores maneras de echar un vistazo al interior del harén imperial es con la ayuda de personas que tienen experiencias personales con el harén. El Harén del Sultán se describe como un lugar muy diverso, en el que la mayoría de las mujeres son cristianas. Cavidan, esposa de Abbas Hilmi II y convertida al islam, es una de las mujeres que ha compartido sus análisis sobre el harén imperial. Según ella, el harén se conservó de la manera deseada por una versión falsa de la religión del Islam, y por lo tanto, dio lugar a una clase dirigente llena de celos y que no estaba de acuerdo con los principios y la doctrina de Mahoma. Lo comparó con el harén de la época de Mahoma y dijo que las mujeres tenían todos los derechos en el harén de su época y poseían total libertad. Sin embargo, diferentes personas con experiencias en el harén solían tener puntos de vista diferentes. Cavidan expresaba críticas a la religión y la cultura que abrazaba, mientras que otras, como Leyla Saz, transmitían sus recuerdos de infancia y juventud dentro del harén otomano en términos muy positivos.

## Educación
Antes del siglo XIX, no existía ninguna educación pública formal para las mujeres otomanas. Las jóvenes otomanas recibían educación a través del harén; aprendían habilidades como «coser, bordar, tocar el arpa, cantar y memorizar las costumbres y ceremonias».
La Tanzimat aportó derechos adicionales a las mujeres, sobre todo en materia de educación. Algunas de las primeras escuelas para niñas, llamadas Rüştiyes, se abrieron en 1858, seguidas de un auge en 1869 cuando la educación elemental se hizo obligatoria. Durante la década de 1860, existieron muchas nuevas oportunidades educativas para las mujeres otomanas. En esta década se crearon las primeras escuelas de nivel medio, una escuela de formación de maestros y escuelas industriales, llamadas İnas Sanayi Mektepleri, que se crearon al mismo tiempo que las escuelas industriales para varones. Mientras que la educación de los hombres se centraba en la formación laboral, la de las mujeres se centraba en formar a las niñas para que se convirtieran en mejores esposas y madres con refinadas gracias sociales. Las mujeres que comenzaban su educación durante su adolescencia empezaban centrándose en las habilidades formales, su manera de hablar, leer y escribir. Las escuelas enseñaban una variedad de materias e incorporaban la educación del harén a la nueva educación pública.
El movimiento a favor de la educación de las mujeres fue impulsado en gran parte por las revistas femeninas, siendo la más reconocida de ellas la turca otomana Hanimlara Mahsus Gazette (La Gaceta para las Damas), que funcionó durante catorce años y tuvo el suficiente éxito como para haber establecido su propia prensa. Con una plantilla dominada por mujeres, la revista pretendía que las mujeres se convirtieran en mejores madres, esposas y musulmanas. Sus temas variaban entre discusiones sobre feminismo, moda, imperialismo económico y autonomía, comparaciones de la modernización otomana con la japonesa y tecnología. La revista también incluía el contenido habitual de una revista femenina de clase media del siglo XIX: cotilleos de la realeza, la ciencia de ser ama de casa, salud, mejora de la ficción y crianza de los hijos.

## Política

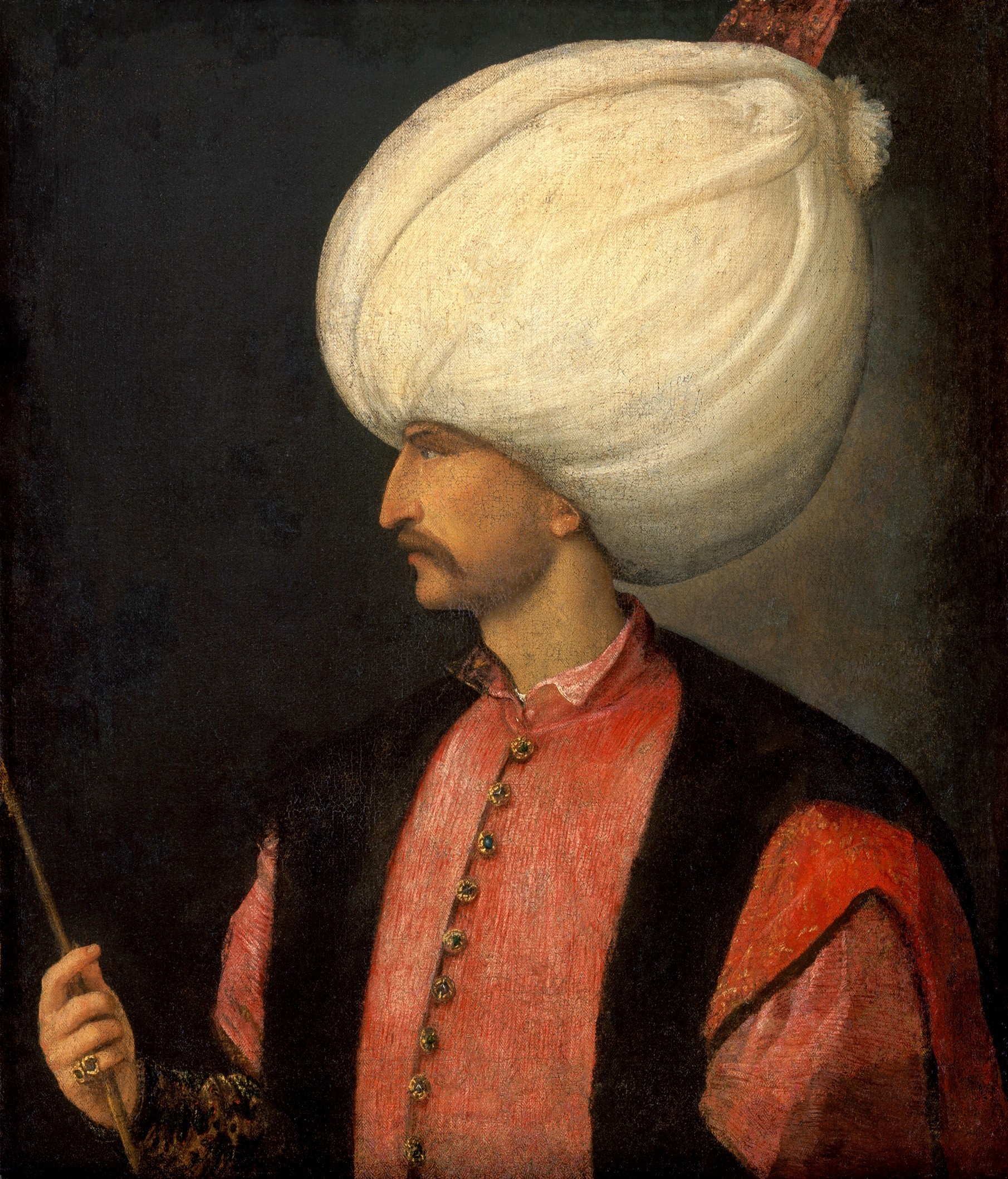
Solimán, cuyo gobierno marcó el inicio del sultanato de las mujeres.

Antes del siglo XVI, las mujeres no tenían mucho poder político, hasta que Solimán ascendió al trono en 1520, lo que marcó el inicio del Sultanato de las mujeres. La madre del sultán, que probablemente habría sido una esclava en el harén imperial, obtendría el estatus especial de valide sultan y disfrutaría de un enorme poder político. Las valide sultanas y las principales concubinas ayudaban en la creación de facciones políticas internas, en la negociación con los embajadores extranjeros y como asesores del sultán. La importancia del harén imperial creció a medida que las mujeres se involucraban más en la política; con este crecimiento, también se abrieron más oportunidades para las mujeres. Durante esta época, las mujeres de alto rango tenían poder político y se les concedía importancia pública. Tres figuras importantes que modelaron esta importancia pública fueron Kösem Sultan, Turhan Hatice Sultan y Hürrem Sultan: con sus roles, hicieron que la relación de la valide sultana y su hijo pasara de ser estrictamente privada a incorporarse al imperio. A pesar de la nueva prominencia del harén imperial, la mayoría de las mujeres seguían encerradas entre sus paredes. Solo la valide sultan ejercía la movilidad fuera del harén imperial: incluso esta movilidad era limitada. La valide sultán asistía a las ceremonias públicas e incluso a las reuniones con los altos cargos del gobierno, permaneciendo siempre fuertemente velada. Debido a su confinamiento, las mujeres del harén imperial tenían muchas redes que ayudaban a su poder político, y esto les otorgaba un control considerable; la valide sultan, la haseki sultan y las concubinas principales tenían la capacidad de dar forma a las carreras de todos los funcionarios del harén concertando matrimonios de princesas o de esclavos manumitidos.

## Las mujeres en el derecho otomano
El kanun era el sistema legal semisecular que se aplicaba a todos los ciudadanos del Imperio, y contenía leyes promulgadas por el sultán otomano. Su objetivo declarado era complementar el derecho religioso (en particular el islámico), aunque también se utilizaba a menudo para sustituir el derecho religioso si este se consideraba inaplicable o indeseable.
Las leyes religiosas también desempeñaron un papel muy importante en el Imperio otomano. La Sharia configuró las leyes de los musulmanes en el imperio, y tuvo cierta influencia sobre el kanun; el derecho canónico ortodoxo y el Halajá judío desempeñaron papeles similares para sus respectivas comunidades, aunque en los casos interconfesionales en los que estaba implicado un musulmán, la ley religiosa islámica era la más utilizada.
Dentro del ámbito de estas leyes, las mujeres poseían un grado de libertad que se consideraba excepcional en la época. Estos derechos incluían, pero no se limitaban a, la capacidad de poseer propiedades, de dirigirse al sistema judicial por sí mismas sin consultar a un varón (incluyendo la presentación de demandas de divorcio ante los tribunales), de adquirir educación en los campos religiosos y académicos, y de ser económicamente independientes.
A pesar de ello, los hombres y las mujeres no eran considerados verdaderamente iguales ante un tribunal, y estaban sujetos a códigos legales y procedimientos separados.
Los delitos requerían un número mínimo de testigos para ser presentados ante un tribunal. Sin embargo, las mujeres eran en gran medida incapaces de prestar este juramento para testificar ante el tribunal, y dado que pasaban gran parte de su tiempo en presencia de otras mujeres, a menudo era imposible encontrar testigos masculinos que declararan en su favor.
Además, las jóvenes solían tener poco poder de decisión sobre su matrimonio. Si la familia de la joven estaba de acuerdo, los padres resolvían el asunto entre ellos. Una vez resuelto el asunto, se hacía un contrato matrimonial. Tanto el novio como la novia debían mostrar su consentimiento respecto al contrato. El acuerdo tendría testigos, pero los novios darían su consentimiento por separado.
En cuanto al divorcio, los otomanos creían que una relación familiar problemática e infeliz perjudicaría a la unión y a la sociedad en general. A las mujeres se les permitía divorciarse bajo ciertas condiciones. Sin embargo, los hombres no tenían que dar una razón y podían esperar ser indemnizados y compensar a sus esposas, mientras que las mujeres tenían que dar una razón, como «hay una falta de buen entendimiento entre nosotros». Al divorciarse, las mujeres perdían cualquier beneficio económico recibido por cortesía del matrimonio y a veces tenían que pagar al marido.</ref>

## Herencia
Las mujeres del Imperio otomano podían heredar los bienes de sus padres o maridos fallecidos, aunque a menudo en menor medida a sus parientes masculinos. Los registros son «bastante claros» en el sentido de que, al menos en lo que respecta a los tribunales islámicos, el derecho de sucesiones musulmán se aplicaba siempre de acuerdo con la sharia. Esto significa que siempre que se mencione a una mujer como heredera del difunto, también figurará en la lista de los que reciben acciones, y se indicará su parte. Sin embargo, los documentos de sucesión redactados por un cadí no son prueba suficiente de que los bienes pasaran realmente a manos de las mujeres, ya que existen registros que implican que, mediante el «establecimiento de waqfs familiares»" y las «donaciones a miembros masculinos», las mujeres serían, en algunos casos, desheredadas en contra de la ley islámica. Otros registros de la Bursa del siglo XVII contienen un gran número de documentos que, en efecto, describen las disputas legales que involucran a las mujeres sobre los bienes y las herencias, mostrando que en muchos casos, aunque no en todos, las mujeres heredaban propiedades, incluso si dichas propiedades eran menores que las que los documentos de sucesión habían redactado originalmente.
Las mujeres del Imperio otomano también podían heredar tierras agrícolas, pero la divergencia entre la ley religiosa y la práctica en lo que respecta a la propiedad agrícola se ha considerado la más flagrante.
Esto se debía en gran medida al sistema timar, en el que las tierras agrícolas no eran «heredables» en el mismo sentido que otras propiedades, y los poseedores de estas tierras eran meros propietarios a los que se les concedía condicionalmente la tierra a cambio de una lealtad y un beneficio continuos. Esto mantenía la cuestión en el ámbito de la ley kanun en lugar de la ley islámica, y la ley imperial dictaba que había sucesión directa de las tierras agrícolas, solo de un varón fallecido a sus hijos varones. Si el difunto solo tenía hijas y una esposa (o esposas), esos sucesores tenían que pagar un impuesto de tapu (una especie de multa de entrada) al terrateniente para poder obtener la tierra.

## Vida económica

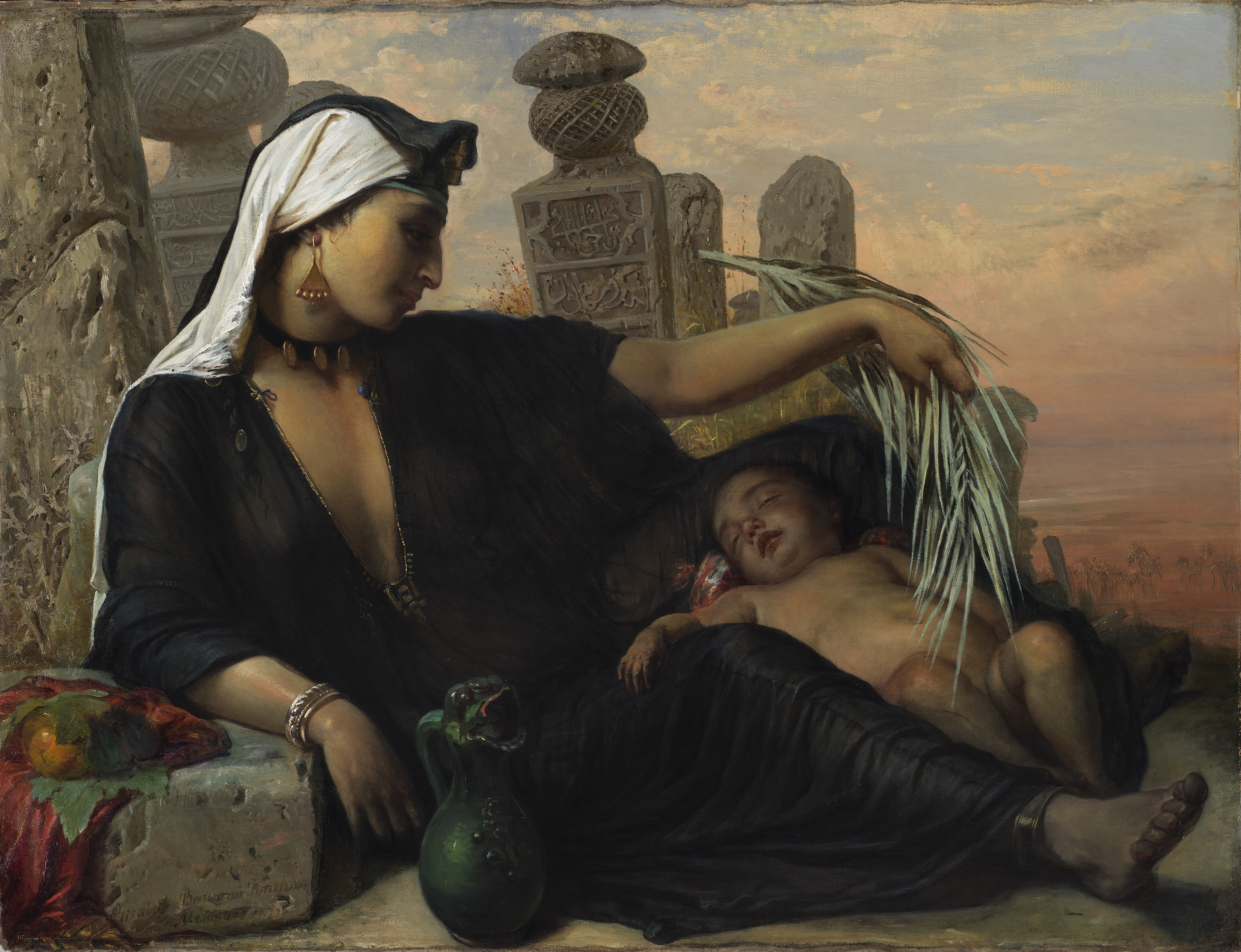
Una mujer egipcia felah, campesina o granjera, distinguida de la clase propietaria de tierras efendi, pintada por Elisabeth Jerichau-Baumann en 1878. Jerichau-Baumann basó ésta y otras obras similares en sus experiencias de viaje por el Imperio otomano en 1869-1870 y 1874-1875. A diferencia de muchos de sus contemporáneos, tuvo acceso a los harenes de la región y pudo basar sus pinturas en la observación personal. Muchos de sus personajes insistieron en ser pintados a la última moda de París.

Las mujeres desempeñaban muchos papeles en el Imperio otomano, según su posición social. Mientras que las mujeres de las familias menos acomodadas se limitaban a realizar las tareas domésticas, en las familias ricas eran las encargadas del hogar. Las familias ricas poseían enormes propiedades —muchas casas, animales, vastas tierras— y un gran número de sirvientes. Las mujeres controlaban las actividades de estas fincas y, en algunos casos, también cuidaban de los niños.
Las mujeres más ricas desempeñaban un papel vital en la economía del Imperio. Estas mujeres poseían una gran influencia y, en particular, las musulmanas compraban y vendían propiedades, heredaban y legaban riquezas, establecían waqfs (donaciones), pedían préstamos y prestaban dinero y, en ocasiones, ejercían de titulares de timares (una especie de feudo concedido a los jenízaros y a la baja nobleza). 
Los waqfs durante el periodo otomano se utilizaban habitualmente como instituciones de mejora pública para crear y mantener instituciones como los bimaristanes o las madrasas. Muchas mujeres otomanas se encontraban entre las fundadoras de waqfs, siendo la existencia de sus asignaciones fundamental en la vida económica de sus comunidades; de las 491 fuentes públicas de Estambul que se construyeron durante el periodo otomano y sobrevivieron hasta la década de 1930, casi el 30% de ellas estaban registradas bajo waqfs que pertenecían a mujeres. Un análisis más detallado de los waqfs en las ciudades otomanas ha revelado que un número considerable de waqfs estaban a nombre de mujeres, y en algunos lugares, cerca del 50% de los waqfs.
Las mujeres también tenían derechos de usufructo en las tierras del Estado, como agricultoras y en las sociedades comerciales. Debido a su influencia en los tribunales de la sharia y a la importancia de estos tribunales en el Imperio, las mujeres no musulmanas, que eran juzgadas por otros tribunales según el sistema Millet o sus predecesores, a menudo veían la conversión como una forma de alcanzar una mayor autonomía. Las mujeres también tenían acceso al sistema judicial y podían acceder a un juez, así como ser llevadas ellas mismas a los tribunales. En comparación, muchas mujeres casadas del resto de Europa no gozaban de estos derechos, ni podían tener propiedades hasta los siglos XIX o XX. 
Dado que las mujeres tenían acceso al sistema legal, gran parte de la información sobre su papel en la sociedad otomana procede de los registros judiciales.  En ciudades como Bursa, las mujeres comparecían libremente en los tribunales durante el siglo XVII. Un ejemplo documenta un registro judicial de 1683 en el que una mujer demandó a alguien que supuestamente se apoderó de una tienda que técnicamente había heredado tras la muerte de su marido. En otro caso, una mujer demandó a alguien que supuestamente entró en su casa y le robó varios objetos. Aunque estos dos ejemplos demuestran el papel activo que desempeñaban las mujeres en los tribunales otomanos, también se documentaron muchos otros casos. Las mujeres también demandaron abiertamente a los miembros masculinos de su familia en los tribunales otomanos. En un caso, una mujer demandó a su propio marido por haber construido una ampliación en su casa, que, según ella, se encontraba en una parte de la casa que le pertenecía. Su petición de demolición de la nueva parte de la casa fue aceptada.
Otra forma en la que las mujeres tenían poder económico era a través de la propiedad. Una revisión de los registros del cadí en la ciudad otomana de Bursa, reveló que un tercio de las mujeres con propiedades también eran propietarias de su propia casa. Además de poseer casas a su nombre, las mujeres también solían vender o alquilar sus propiedades. En las zonas urbanas, las mujeres poseían o alquilaban tiendas, a veces incluso eran propietarias de talleres artesanales; las mujeres urbanas a menudo también poseían parcelas en las afueras de la ciudad, como viñedos y molinos. Las mujeres también compraban y vendían regularmente tierras agrícolas, a pesar de una ley estatal otomana que impedía a las mujeres heredar tierras agrícolas a menos que se pagara un impuesto estatal. De esta propiedad se desprende el hecho de que las mujeres formaban parte activa de la vida agrícola, normalmente asumiendo el cultivo de campos y huertos en ausencia de sus maridos, y los registros indican que algunas mujeres mantenían propiedades agrícolas separadas de las de sus maridos.
Las mujeres participaban activamente en las transacciones crediticias, tanto dando como recibiendo préstamos de dinero. Las revisiones de algunas fincas de la ciudad de Bursa revelan que muchos hombres recibían préstamos de sus esposas, aunque las circunstancias en las que se creaban estos préstamos son ambiguas. También hay pruebas de que las mujeres prestaban dinero a varias personas diferentes a la vez, lo que indica que podían prestar cantidades en empréstito. También participaban en las inversiones, aunque su nivel de participación en este ámbito queda parcialmente oculto por la práctica de algunas mujeres de nombrar a parientes masculinos para que llevaran a cabo sus negocios e inversiones en su nombre. Aun así, hay registros de mujeres que invertían directamente en negocios, venta al por menor y otras empresas comerciales. Aunque las mujeres podían participar en el comercio de forma indirecta a través de la inversión en mercancías y empresas comerciales, hay pocas evidencias de que las mujeres trabajaran en el comercio por sí mismas.
Un aspecto de la vida económica en el que las mujeres tenían una participación limitada era el de la artesanía; hay pocas pruebas de archivo que demuestren que fueran a su vez miembros de los gremios de artesanos de varias ciudades. Sin embargo, en algunas zonas se ha observado que mantenían una relación complementaria con los artesanos aportando capital y herramientas, así como alquilando edificios para que fueran utilizados por los artesanos en todo tipo de actividades, desde la panadería hasta el trabajo textil. En otros contextos, las mujeres solían tener una relación de confrontación con los gremios, y la mayor parte de las pruebas archivísticas de su participación en los gremios se encuentran en los pleitos. Podían heredar el derecho a participar en los gremios —en forma de un documento llamado hisse— de sus familiares, pero hay ciertos casos de gremios que las demandaban por intentar participar en la vida gremial. En uno de estos casos, el gremio de vendedores de velas de Bursa entabló un litigio contra Fatma Hatun, alegando que nunca antes había habido una mujer en el gremio, por lo que su participación en él debía ser ilegal. En respuesta, Fatma Hatun respondió que estaba en su derecho, ya que había heredado de su padre los derechos de fabricación de velas.
A pesar de su limitada participación en el sistema gremial dominante, es probable que establecieran sus propias organizaciones, sobre todo para servicios dirigidos principalmente por mujeres como el canto, la danza, el lavado y la enfermería. Un subconjunto de mujeres artesanas en el Imperio otomano trabajaba completamente por su cuenta, produciendo bienes en sus casas y vendiéndolos en las calles, evitando el apoyo de organizaciones laborales, intermediarios y tiendas tradicionales.

## Esclavitud

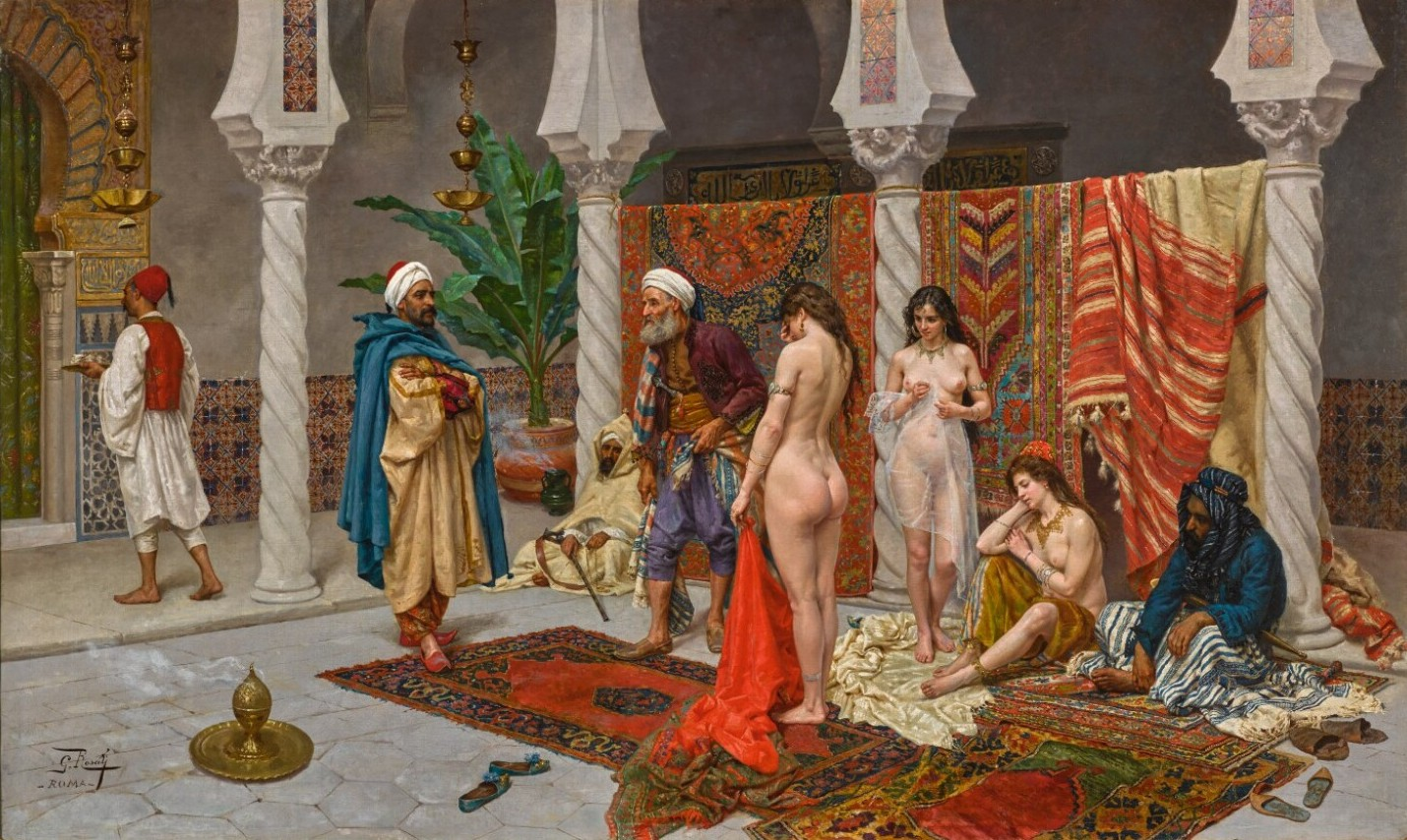
Giulio Rosati, Ispezione di una nuova arrivata nell'harem, 1858-1917, bellezas circasianas.

La esclavitud sexual era común en el imperio, siendo los circasianos, los sirios y los nubios las tres etnias principales de mujeres vendidas como esclavas sexuales. Las circasianas eran frecuentemente esclavizadas por los tártaros de Crimea y luego vendidas a los otomanos. Eran las más caras, alcanzando hasta 500 libras esterlinas y las más populares entre los otomanos. Las segundas en popularidad eran las sirias, procedentes en su mayoría de las regiones costeras de Anatolia. Su precio podía alcanzar las 30 libras esterlinas. Las muchachas nubias eran las más baratas y menos populares, con un precio de hasta 20 libras esterlinas.
El concubinas del sultán otomano estaba formado principalmente por esclavas compradas, que generalmente eran de origen cristiano. Las concubinas eran custodiadas por eunucos esclavizados, a menudo procedentes del África pagana. Los eunucos estaban dirigidos por el kizlar agha («agha de las muchachas [esclavas]»). Mientras que la ley islámica prohibía la emasculación de un hombre, los cristianos etíopes no tenían esos reparos; por ello, esclavizaban y emasculaban a los miembros de los territorios del sur y vendían los eunucos resultantes a la Sublime Puerta.